# Germarostes macleayi
Germarostes macleayi är en skalbaggsart som beskrevs av Perty 1830. Germarostes macleayi ingår i släktet Germarostes och familjen Hybosoridae. Inga underarter finns listade i Catalogue of Life.